# Partido de los Trabajadores y los Campesinos de Nepal
El Partido de los Trabajadores y los Campesinos de Nepal (Nepalí: नेपाल मजदुर किसान पार्टी) es un partido político en Nepal. El partido fue fundado el 23 de enero de 1975 por Narayan Man Bijukchhe. El partido simpatiza con el Partido de los Trabajadores de Corea en Corea del Norte, así como con la ideología Juche.

## Historia

### Fundación
El Partido de Trabajadores y Campesinos de Nepal se fundó como Organización de Trabajadores y Campesinos de Nepal en Nepal el 23 de enero de 1975.
El PTCN se había separado del Partido Comunista de Nepal (Pushpa Lal) en protesta por el apoyo de Pushpa Lal Shrestha a la intervención india en Pakistán Oriental, junto con la Organización Revolucionaria Proletaria, Nepal , y Mazdoor Kisan Sangram Samiti.

### Asamblea Constituyente y Nepal Federal (2008-presente)
El partido disputó las elecciones de la Asamblea Constituyente de 2008 y ganó cuatro escaños para la Asamblea Constituyente. El partido también tenía un miembro designado. En las elecciones de la Asamblea Constituyente de 2013, el partido volvió a ganar cuatro escaños. El partido votó por Khadga Prasad Oli en las elecciones de primer ministro del 12 de octubre de 2015.
En las elecciones locales de 2017, el partido obtuvo 99 escaños para el gobierno local y ganó un puesto de alcalde. Sunil Prajapati fue elegido alcalde del municipio de Bhaktapur.  El partido también participó en las elecciones legislativas y provinciales de 2017 y ganó un escaño en la Cámara de Representantes. El partido también ganó dos escaños en la Asamblea Provincial de la Provincia n.º 2.